# 13336 Jillpernell
13336 Jillpernell eller 1998 SN114 är en asteroid i huvudbältet som upptäcktes den 26 september 1998 av LINEAR i Socorro County, New Mexico. Den är uppkallad efter Jill Pernell.
Asteroiden har en diameter på ungefär 5 kilometer.